# Katana Zero
Katana Zero é um jogo eletrônico de plataforma e ação bidimensional desenvolvido pela Askiisoft e publicado pela Devolver Digital para Microsoft Windows, macOS e Nintendo Switch em 2019.

## Jogabilidade
Katana Zero não possui barra de vida e ser atingido resultará em uma morte instantânea, semelhante a Hotline Miami. O personagem do jogador navega em níveis de rolagem lateral, tentando matar todos os inimigos usando sua lâmina ou armadilhas ambientais. O personagem do jogador pode desviar de balas, diminuir o tempo com um medidor que recarrega lentamente e desviar de ataques. O jogo também possui um sistema de conversação em tempo real que o jogador pode interromper.